# IQue
iQue (chinesisch 神游科技(中国)有限公司, Pinyin Shényóu Kējì (Zhōngguó) Yǒuxiàngōngsī) ist ein chinesischer Hersteller von Videospielen und Spielkonsolen. Das Unternehmen ist ein Joint Venture zwischen Firmengründer Wei Yen und dem japanischen Hersteller Nintendo. Neben dem ersten Produkt, dem iQue Player (eine Abwandlung der Nintendo-64-Konsole), produziert und vertreibt iQue offizielle Nintendo-Konsolen und -Spiele, unter dem Markennamen iQue, in China.
Bisher darf iQue, außer dem iQue Player, nur portable Nintendo-Konsolen herstellen. Der GameCube soll nicht in einer iQue-Version erscheinen, am 28. Oktober 2007 gab Satoru Iwata jedoch bekannt, dass geplant sei die Wii in China zu veröffentlichen.
Seit 2013 ist iQue ein hundertprozentiges Tochterunternehmen von Nintendo.

## Produkte
- iQue Player (auch als iQue PLAYER bezeichnet)
- iQue Game Boy Advance (auch als iQue GBA bezeichnet)
- iQue Game Boy Advance SP (auch als iQue SP bezeichnet)
- iQue Game Boy micro (auch als iQue micro bezeichnet)
- iQue DS
- iQue DS Lite
- iQue DSi
- iQue 3DS XL